# 宗笑尘
宗笑尘（1998年3月8日—）是一名中国飞镖运动员。

## 职业生涯
宗笑尘参加了2017年上海飞镖大师赛，以6-0的比分惨败詹姆斯·韦德。在同年年底，他赢得了2018年PDC世界飞镖锦标赛的参赛资格。 他在预赛中与新西兰的伯尼·史密斯对阵，以2-0的比分落败。即使如此，他仍在本场比赛中以86.97分创造了全中国平均飞镖得分纪录的新高。宗笑尘在2019年再次成功入选下一年的PDC世界冠军赛，但被凯尔·安德森以2-3的比分逆转击败，止步第一轮。

## 世界冠军赛成绩

### PDC
- 2018年：预赛（以0-2输给伯尼·史密斯）
- 2020年：第一轮（以2-3输给凯尔·安德森）

## 历次比赛成绩
PDC
| 比赛           | 2018年 | 2019年 | 2020年 |
| -------------- | ------ | ------ | ------ |
| PDC世界冠军赛  | 预赛   | 未入选 | 第一轮 |
| 非重大电视节目 |        |        |        |
| PDC飞镖世界杯  | 第一轮 | 第一轮 |        |